# La Mode
La Mode va ser un grup de música pop espanyol, actiu durant la primera meitat de la dècada dels anys vuitanta. Va ser un dels exponents del moviment de la Moguda madrilenya.

## Història
Grup hereu de Paraíso, La Mode es va formar a iniciativa del líder d'aquell primer grup, Fernando Márquez (El Zurdo), pujant per primera vegada a un escenari a l'Escuela de Caminos de Madrid el 12 de desembre de 1981.
Pocs mesos després graven la seva primera maqueta, que inclou els títols "Cita en Hawaii" i "Aquella chica". És en 1982 quan editen el seu primer EP i, a la vista de l'èxit, publiquen el mateix any el LP de títol "El eterno femenino", d'on sobresurt el tema "Aquella canción de Roxy", possiblement la cançó més famosa en la història del grup.
Després d'alguns problemes de salut de Fernando Márquez, l'any 1984 publiquen el seu segon LP titulat "1984", que no aconsegueix les quotes de vendes i crítica de l'anterior, però del que ha de destacar-se el tema "En cualquier fiesta".
L'abril del 1984, Márquez abandona el grup degut a la seva salut, sent substituït per Daniel Ballester, seleccionat a través d'un concurs de Radio 3. Durant aquesta època componen la sintonia del programa "Caja de Ritmos", de TVE i editen el mini-LP "Lejos del Paraíso".
L'any 1986 veu la llum el seu darrer disc: "La evolución de las costumbres", que passa desapercebut i provoca la ràpida dissolució de la banda. El tema "La evolución de las costumbres" és considerat un dels millors temes de Dark wave fet a Espanya.
El 24 d'octubre de 2014 apareix com a teloner d'un concert d'Un Pingüino en mi Ascensor el grup "Robots y Japonesas" (en clara referència a la lletra de la cançó "El eterno femenino" del seu primer disc), compost pels fundadors de La Mode Mario Gil (teclats) i Antonio Zancajo (guitarra), incorporant-se com a vocalista José Luis Moro (Un Pingüino en mi Ascensor).

## Discografia
- La Mode (1982). EP.
- El eterno femenino (1982). LP.
- Intenciones/Negro y amarillo/Asuntos exteriores (1983). EP.
- 1984 (1984). LP.
- Lejos del paraíso (1985). Mini-LP.
- La evolución de las costumbres (1986). LP.
- La Mode (1993). CD (recopilatori).